# Jusuf Szahin
Jusuf Szahin, fr. Youssef Chahine, arab. يوسف شاهين, właśc. Youssef Gabriel Chahine (ur. 25 stycznia 1926 w Aleksandrii, zm. 27 lipca 2008 w Kairze) – egipski reżyser, scenarzysta i producent filmowy. Najbardziej znany na świecie twórca kina egipskiego. Autor ponad 40 filmów.

## Życiorys
Urodził się w Aleksandrii w melchickiej rodzinie pochodzenia libańskiego. Był aktywny w egipskim przemyśle filmowym od 1950. Swoją międzynarodową karierę rozpoczynał w jego filmach słynny aktor Omar Sharif.
Jusuf Szahin otrzymał wiele międzynarodowych nagród filmowych, m.in. Srebrnego Niedźwiedzia – Nagrodę Specjalną Jury na 29. MFF w Berlinie za film Dlaczego Aleksandria? (1979) oraz nagrodę za całokształt twórczości na 50. MFF w Cannes w 1997. Zasiadał w jury konkursu głównego na 37. MFF w Wenecji (1980) oraz na 36. MFF w Cannes (1983).
Był twórcą jednego z 11 segmentów międzynarodowego filmu poświęconego reakcji na zamach na World Trade Center – 11.09.01 (2002).
15 czerwca 2008 Szahin trafił do szpitala w Kairze w wyniku krwotoku do mózgu. Pozostawał w śpiączce. 16 czerwca został przewieziony do Paryża. Jego siostrzenica powiedziała, że jest on w stanie krytycznym, ale stabilnym. Zmarł w niedzielę 27 lipca 2008 w swoim domu w Kairze.